# 小林亨
小林 亨（こばやし とおる）は、日本の生物学者・環境学者（生殖生物学）。学位は理学博士（新潟大学・1989年）。静岡県立大学食品栄養科学部教授・大学院食品栄養環境科学研究院教授。
日本学術振興会特別研究員、基礎生物学研究所発生生物学研究系助手、養殖研究所主任研究官、愛媛大学南予水産研究センター准教授、静岡県立大学環境科学研究所教授などを歴任した。

## 概要
生殖生物学を専攻する生物学者、環境学者である。性決定や性分化の分子機構の研究で知られている。メダカの胚をレボノルゲストレルに曝露させると濃度に依存して雄への性転換だけでなく雌への性転換をも引き起こすことを発見した。日本学術振興会の特別研究員を経て、基礎生物学研究所や養殖研究所で研究に従事し、愛媛大学や静岡県立大学で教鞭を執った。

## 来歴

### 生い立ち
新潟大学に進学し、理学部の生物科学科にて学んだ。1983年3月、新潟大学を卒業した。その後は新潟大学の大学院に進学し、自然科学研究科にて学んだ。1989年3月、新潟大学の大学院における博士課程を修了した。それに伴い、理学博士の学位を取得した。

### 研究者として

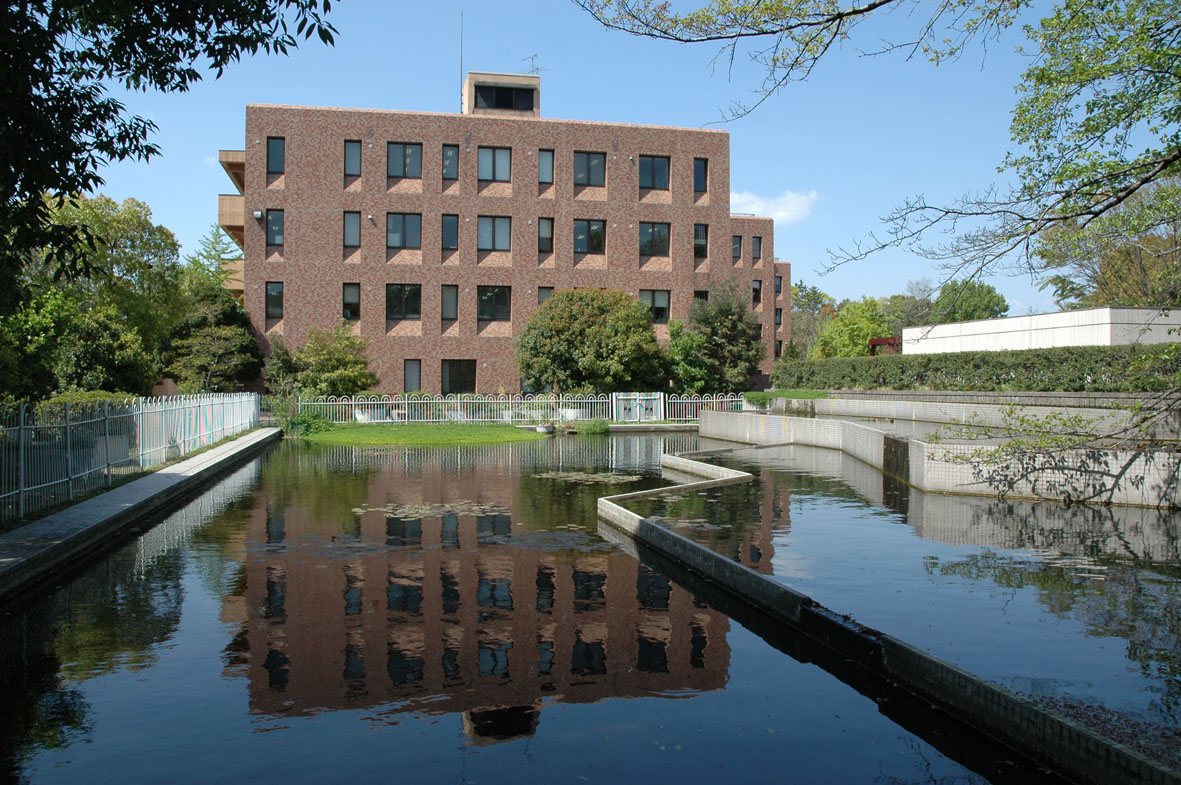
基礎生物学研究所

大学院修了後は、1990年より日本学術振興会の特別研究員を務めた。1993年より、岡崎国立共同研究機構（のちの自然科学研究機構）が運営する基礎生物学研究所に勤務することになり、発生生物学研究系にて助手に就任した。
2004年、独立行政法人である水産総合研究センター（のちの水産研究・教育機構）が運営する養殖研究所（のちの増養殖研究所）に勤務することになり、主任研究官に就任した。
2008年、愛媛大学に転じ、南予水産研究センターの准教授に就任した。
2009年、静岡県立大学に転じ、環境科学研究所の教授に就任した。なお、静岡県立大学の大学院においては、生活健康科学研究科の教授を兼務した。生活健康科学研究科においては、主として環境科学専攻の講義を担当した。その後、静岡県立大学の大学院の一部に研究院・学府制が導入されることになり、生活健康科学研究科は薬学研究科と統合され、2研究院1学府に再編された。それに伴い、2012年より、新設された食品栄養環境科学研究院の教授を兼務することになった。統合・再編後の大学院では、主として薬食生命科学総合学府の環境科学専攻の講義を担当した。そのほか、環境省においては、2010年より化学物質の内分泌かく乱作用に関する日英共同研究実施のための実務者会議の委員や、化学物質の内分泌かく乱作用に関する試験法開発検討班の委員を兼任した。2012年には、環境省の内分泌かく乱作用に係る生態影響評価検討班の委員や、内分泌かく乱作用に係る試験法の確立等に関する検討班の委員を兼任した。その後、静岡県立大学の環境科学研究所が発展的に解消されることになり、食品栄養科学部に環境生命科学科が設置されるとともに、大学院の食品栄養環境科学研究院に附属食品環境研究センターが附置された。それに伴い、2014年より食品栄養科学部に異動し、こちらの教授が本務となった。食品栄養科学部においては、主として環境生命科学科の講義を担当し、生態発生遺伝学研究室を受け持った。

## 研究
専門は生物学や環境学などであり、特に生殖生物学といった分野の研究に従事していた。具体的には、性決定や性分化における分子の機構についての研究に取り組んだ。生殖細胞の形成や分化、あるいは、性的可塑性などに関する分子のメカニズムについて研究した。また、分子のメカニズムという観点から、環境要因に対する生体応答性の差異や、遺伝的脆弱性などについても研究した。また、共同研究により、化学物質の視床下部・下垂体・生殖腺軸に作用する化学物質の内分泌攪乱活性について、自発性摂餌開始前のメダカを用いた総合的な検出法を確立した。さらに、レボノルゲストレルが男性ホルモン活性のみならず女性ホルモン活性を有しており、メダカの胚に対するレボノルゲストレルの曝露は濃度濃度により雄への性転換だけでなく雌への性転換ももたらすことを世界で初めて発見した。
学術団体としては、日本動物学会、日本発生生物学会、日本比較内分泌学会、日本分子生物学会、国際発生生物学会などに所属した。

## 略歴
- 1983年 - 新潟大学理学部卒業。

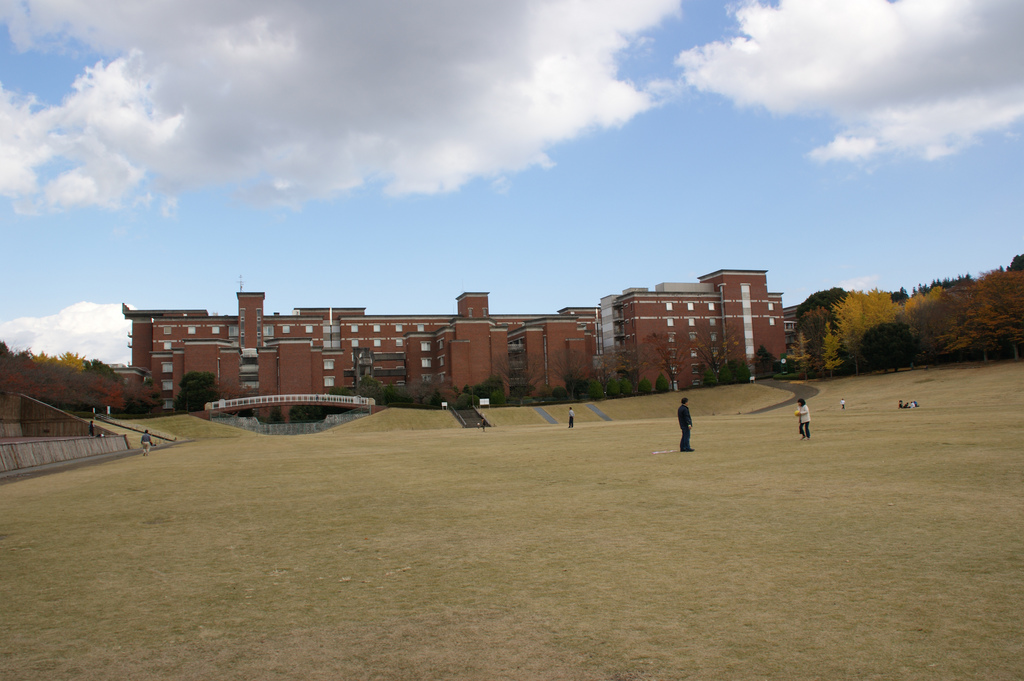
静岡県立大学環境科学研究所（右）

- 1989年 - 新潟大学大学院自然科学研究科博士課程修了。
- 1990年 - 日本学術振興会特別研究員。
- 1993年 - 基礎生物学研究所発生生物学研究系助手。
- 2004年 - 養殖研究所主任研究官。
- 2008年 - 愛媛大学南予水産研究センター准教授。
- 2009年 - 静岡県立大学環境科学研究所教授。
- 2009年 - 静岡県立大学大学院生活健康科学研究科教授。
- 2012年 - 静岡県立大学大学院食品栄養環境科学研究院教授。
- 2014年 - 静岡県立大学食品栄養科学部教授。